# Teena Marie
Teena Marie, artistnamn för Mary Christine Brockert, född 5 mars 1956 i Santa Monica, Kalifornien, död 26 december 2010 i Pasadena, Kalifornien, var en amerikansk sångerska, låtskrivare och producent.
Teena Marie kallades Lady Tee (ibland stavat Lady T) och spelade gitarr, keyboard och congas. Hon skrev, producerade och arrangerade i stort sett alla sina låtar sedan albumet Irons in the Fire som kom 1980. 

## Diskografi
Studioalbum
- 1979 – Wild and Peaceful
- 1980 – Lady T
- 1980 – Irons in the Fire
- 1981 – It Must Be Magic
- 1983 – Robbery
- 1984 – Starchild
- 1986 – Emerald City
- 1988 – Naked to the World
- 1990 – Ivory
- 1994 – Passion Play
- 2004 – La Doña
- 2006 – Sapphire
- 2009 – Congo Square
- 2013 – Beautiful

Singlar (urval)
- 1979 – "I'm a Sucker for Your Love" (US R&B #8, UK #43)
- 1980 – "Behind the Groove" (US R&B #21, US Dance #4, UK #6)
- 1980 – "I Need Your Lovin'" (US #37, US R&B #9, US Dance #2, UK #28)
- 1981 – "Young Love" (US R&B #41)
- 1981 – "Square Biz" (US #50, US R&B #2, US Dance #12)
- 1981 – "It Must Be Magic" (US R&B #30)
- 1983 – "Fix It" (US R&B #21, US Dance #41)
- 1983 – "Midnight Magnet" (US R&B #36)
- 1984 – "Lovergirl" (US #4, US R&B #9, US Dance #6)
- 1984 – "Jammin’" (US R&B #45)
- 1986 – "Lips to Find You" (US R&B #28)
- 1988 – "Ooo La La La" (US R&B #1)
- 1988 – "Work It" (US R&B #10)
- 1990 – "Here's Looking at You" (US R&B #11)
- 1991 – "Just Us Two" (US R&B #11)
- 2004 – "Still in Love" (US R&B #23)
- 2006 – "Ooh Wee" (US R&B #32)
- 2009 – "Can't Last a Day" (med Faith Evans) (US R&B #41)